# Trinitatiskirche (Wuppertal)

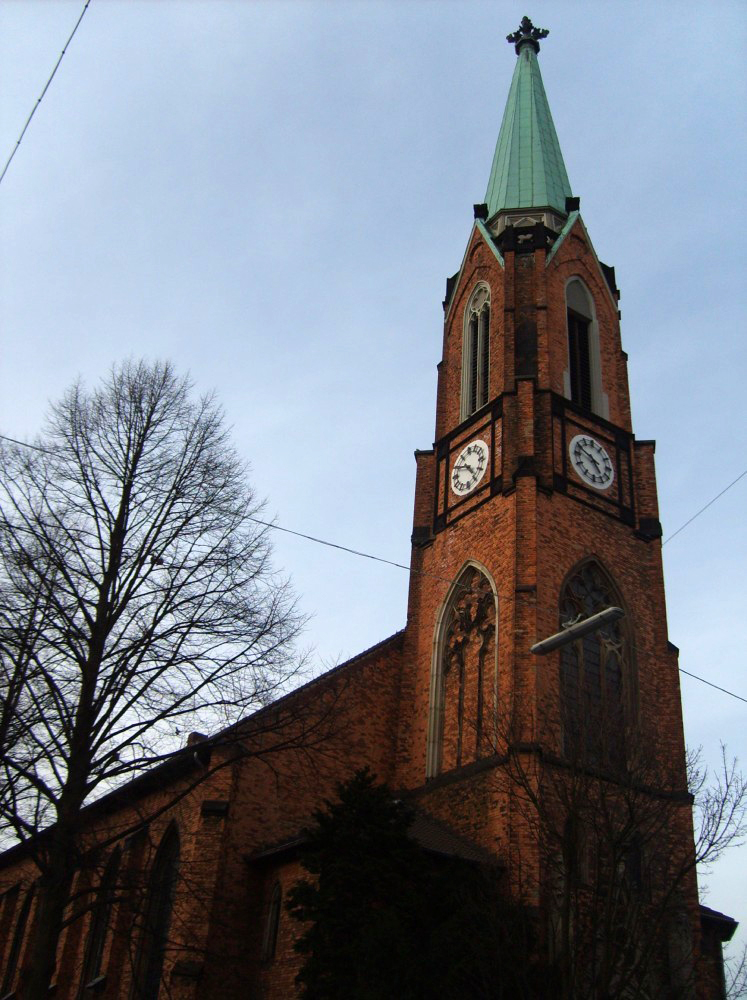
Die Trinitatiskirche (2007)

Die Trinitatiskirche im Wuppertaler Stadtteil Arrenberg, heute Stadtbezirk Elberfeld-West, war die dritte für die lutherische Gemeinde Elberfelds errichtete Kirche. Sie wurde 1999 entwidmet.

## Geschichte

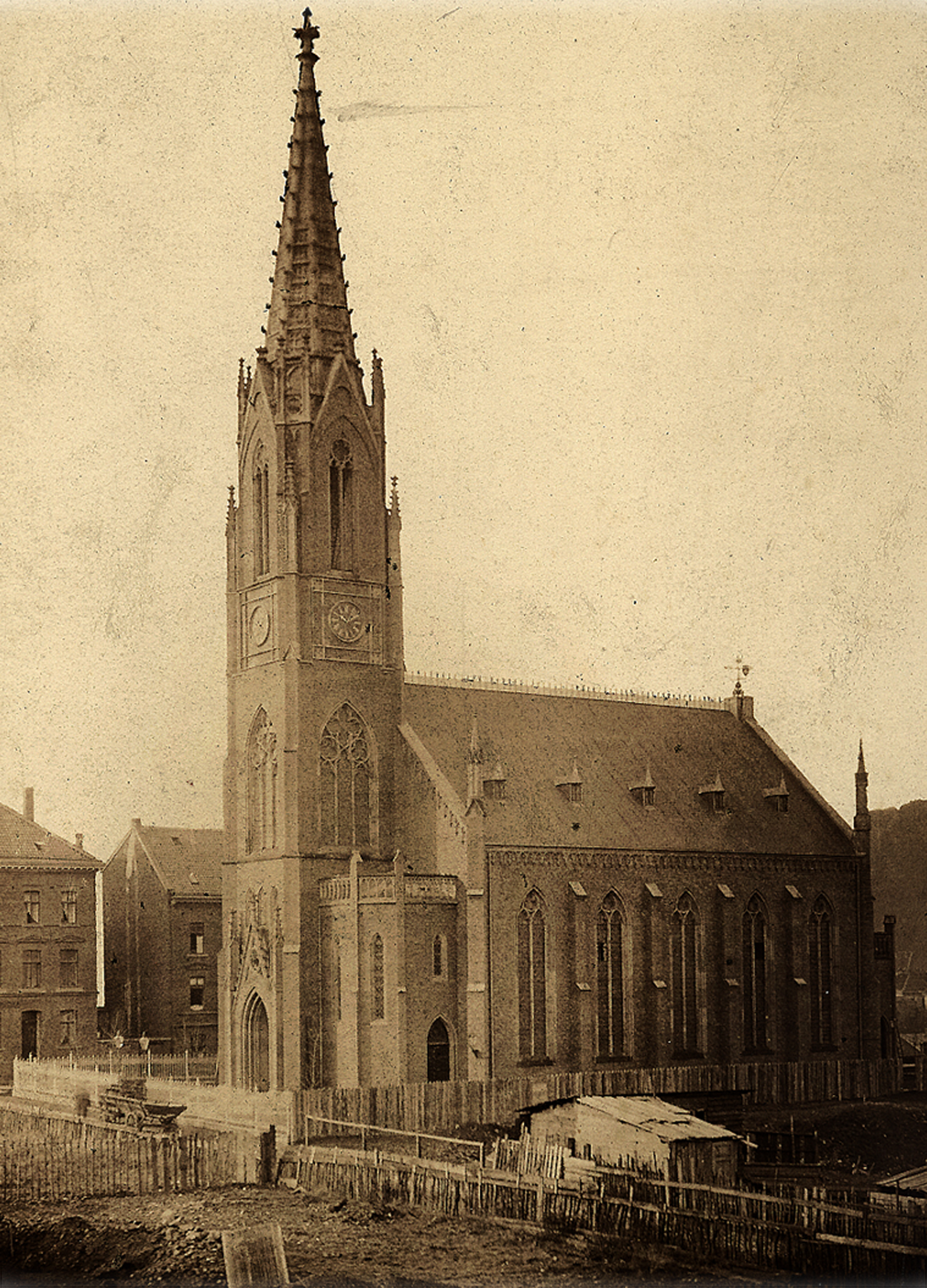
Die Trinitatiskirche nach der Erbauung

Der starke Zuzug nach Elberfeld während der Industrialisierung des 19. Jahrhunderts ließ die Zahl der Gläubigen der lutherischen Gemeinde besonders stark anwachsen, in den 1870ern hatte die Gemeinde die Zahl von 30.000 Mitgliedern überschritten, der Bau einer dritten Kirche wurde notwendig. Der Textilfabrikant und spätere Präsident der Elberfelder Handelskammer Wilhelm Boeddinghaus, Kirchmeister der Gemeinde, stiftete ein Gelände in der westlichen Vorstadt Elberfelds, eben dort, wo sich die Textilfabriken ins Wuppertal ausdehnten. Die Kirche wurde nach Plänen von Heinrich Bramesfeld in den Jahren 1876–1878 errichtet und erhielt im Volksmund den Namen Zanellakirche, nach dem damals sehr erfolgreich hergestellten Futterstoff Zanella, das unter anderem in Boeddinghaus’ Fabrik hergestellt wurde. Am 31. Oktober 1878 (Reformationstag) wurde sie eingeweiht.
Das Gebäude ist eine neogotische, ursprünglich dreischiffige Hallenkirche mit fünf Jochen, einem 5/8-Chor im Norden und einem südlich der Fassade vorgesetzten schlanken Glockenturm (56,75 m), den seitlich zwei polygonale Treppenhäuser rahmen, die auf die Emporen führten. Damit folgt der Baukörper in den Raumformen den beiden älteren lutherischen Kirchen Elberfelds, der Alten Kirche am Kolk und der Kreuzkirche. Die am Außenbau verwendeten Materialien waren gelbliche Ziegel für das Mauerwerk und Sandstein für die gliedernden Details und Verzierungen. Der Innenraum war dreiseitig von Emporen gerahmt, deren Holzstützen bis zur Decke reichten und den Raum in drei Schiffe teilten. Das Mittelschiff hatte eine in den Dachstuhl hineingezogene spitze Holzdecke, die Seitenschiffe waren flach gedeckt. Insgesamt hatte die Kirche zur Zeit ihrer Fertigstellung 1.267 Sitzplätze. Anders als in den älteren Kirchen der Gemeinde war die Chorapsis offen und barg den um zwei Stufen erhöhten Altar, die Kanzel war seitlich rechts am Triumphbogen angebracht, die Orgel auf der südlichen Empore über dem Eingang.
Von 1900 bis 1934 war Heinrich Niemöller Pfarrer an der Trinitatiskirche.
Bei einem Bombenangriff am 25. Juni 1943 wurde die Kirche bis auf die Außenmauern von Langhaus und Turm zerstört. In den Jahren 1948–1950 wurde das Gebäude in schlichterer Form wieder aufgebaut; man verzichtete auf das Maßwerk in den je fünf hohen Spitzbogenfenstern der Langhauswände, im Innern verzichtete man auf die Emporen und schloss den nun einschiffigen Raum mit einer flachen Holzdecke ab, was die Platzzahl auf 350 reduzierte. Den Festvortrag zum hundertjährigen Jubiläum der Kirche hielt Martin Niemöller, einer der Söhne von Heinrich Niemöller. Er hatte in der Gemeinde seine Jugend verbracht.
Die Vereinigung der lutherischen und reformierten Gemeinden und der Mitgliederschwund der Kirche machten die 1985 unter Denkmalschutz gestellte  Trinitatiskirche zum Ende des 20. Jahrhunderts überflüssig; sie wurde schließlich  entwidmet und dient heute einem Orgelhändler als Ausstellungsraum.
Im November 2013 gab Frida Gold ein Akustikkonzert in der Trinitatiskirche und nahm eine Live-Version ihres aktuellen Albums auf.